# Wayne Marshall
Wayne Marshall (Oldham, 13 gennaio 1961) è un organista, direttore d'orchestra e pianista inglese.

## Biografia
Marshall ha studiato alla Chetham's School di Manchester e al Royal College of Music. È un interprete celebre delle opere di George Gershwin, Leonard Bernstein, Duke Ellington e di altri compositori del ventesimo secolo americano. Ha inciso l'integrale delle opere di Gershwin per pianoforte e orchestra con la Symfoniorkester Aalborg, in qualità di direttore e solista al pianoforte.
Si è esibito come pianista con Kim Criswell, Tasmin Little, Natalie Clein, Ole Edvard Antonsen e Willard White. Ha anche suonato con i Berliner Philharmoniker e la Philharmonia Orchestra.
Come organista si è esibito in molti dei luoghi più importanti del mondo. Ultime stagioni hanno incluso eventi a Notre-Dame, Parigi, la Royal Festival Hall, la Symphony Hall di Birmingham e l'Abbazia di Westminster. Egli è anche organista in residenza presso Manchester Bridgewater Hall. Ha anche registrato Saint-Saëns 'Organ Symphony".
Nell'ottobre 2004 ha debuttato nel concerto d'organo di James MacMillan "Un bestiario scozzese" con la Los Angeles Philharmonic Orchestra, sotto la direzione Esa-Pekka Salonen.
Marshall è ospite fisso della BBC Proms di Londra, e nel 1999 ha suonato con la BBC Big Band per un omaggio a Duke Ellington. Nel 2013 ha diretto l'orchestra del teatro Carlo Felice in Genova.
Ha diretto l'orchestra del teatro Massimo di Palermo durante il concerto di capodanno del 2018.